# Santa Lucía del Camino
Santa Lucía del Camino è un comune del Messico, situato nello stato di Oaxaca.